# Carlo Emanuele IV di Savoia
Carlo Emanuele IV di Savoia, detto l'Esiliato (Torino, 24 maggio 1751 – Roma, 6 ottobre 1819), fu re di Sardegna, duca di Savoia e sovrano dello Stato sabaudo dal 1796 al 1802.

## Biografia

### Infanzia

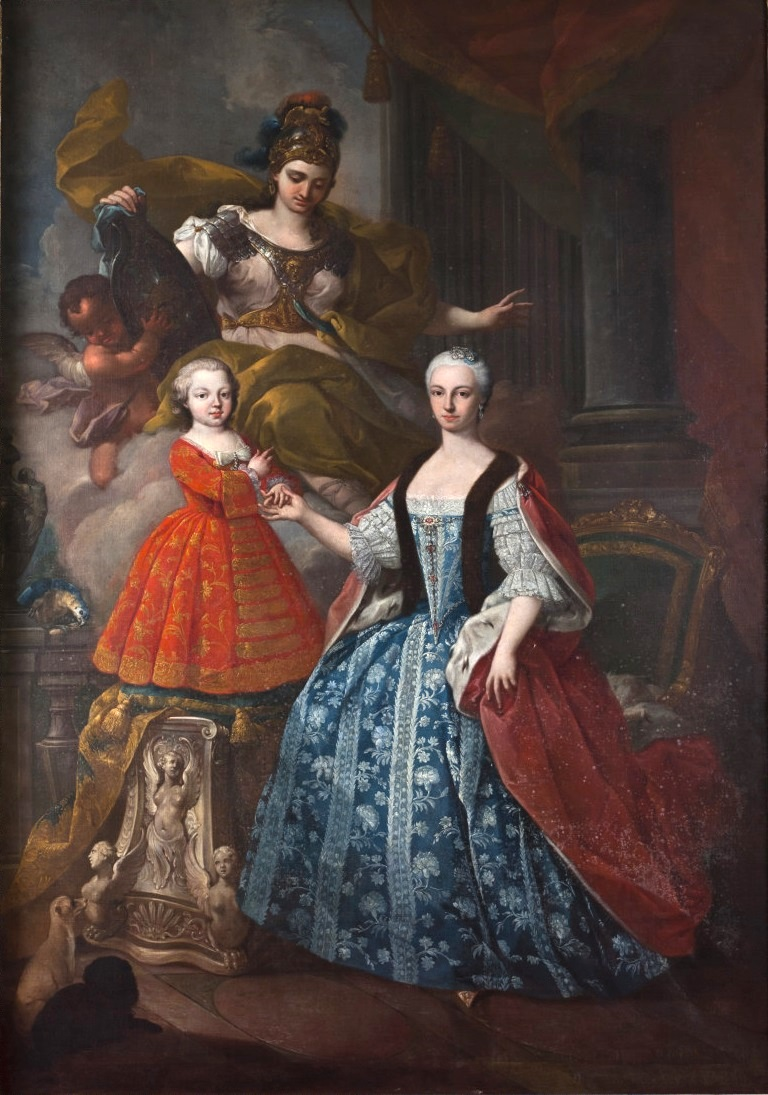
Carlo Emanuele, da bambino, con la madre Maria Antonietta di Spagna, regina di Sardegna

Nacque a Torino il 24 maggio 1751. Era il figlio maggiore del Re di Sardegna Vittorio Amedeo III e dell'infanta di Spagna Maria Antonietta, figlia di Filippo V di Spagna. Tra le sue sorelle vi furono Maria Giuseppina, moglie di Luigi XVIII di Francia (all'epoca conte di Provenza); Maria Teresa, moglie di Carlo X di Francia (all'epoca conte d'Artois); Carolina, moglie di Antonio I di Sassonia (all'epoca principe ereditario).

### Matrimonio

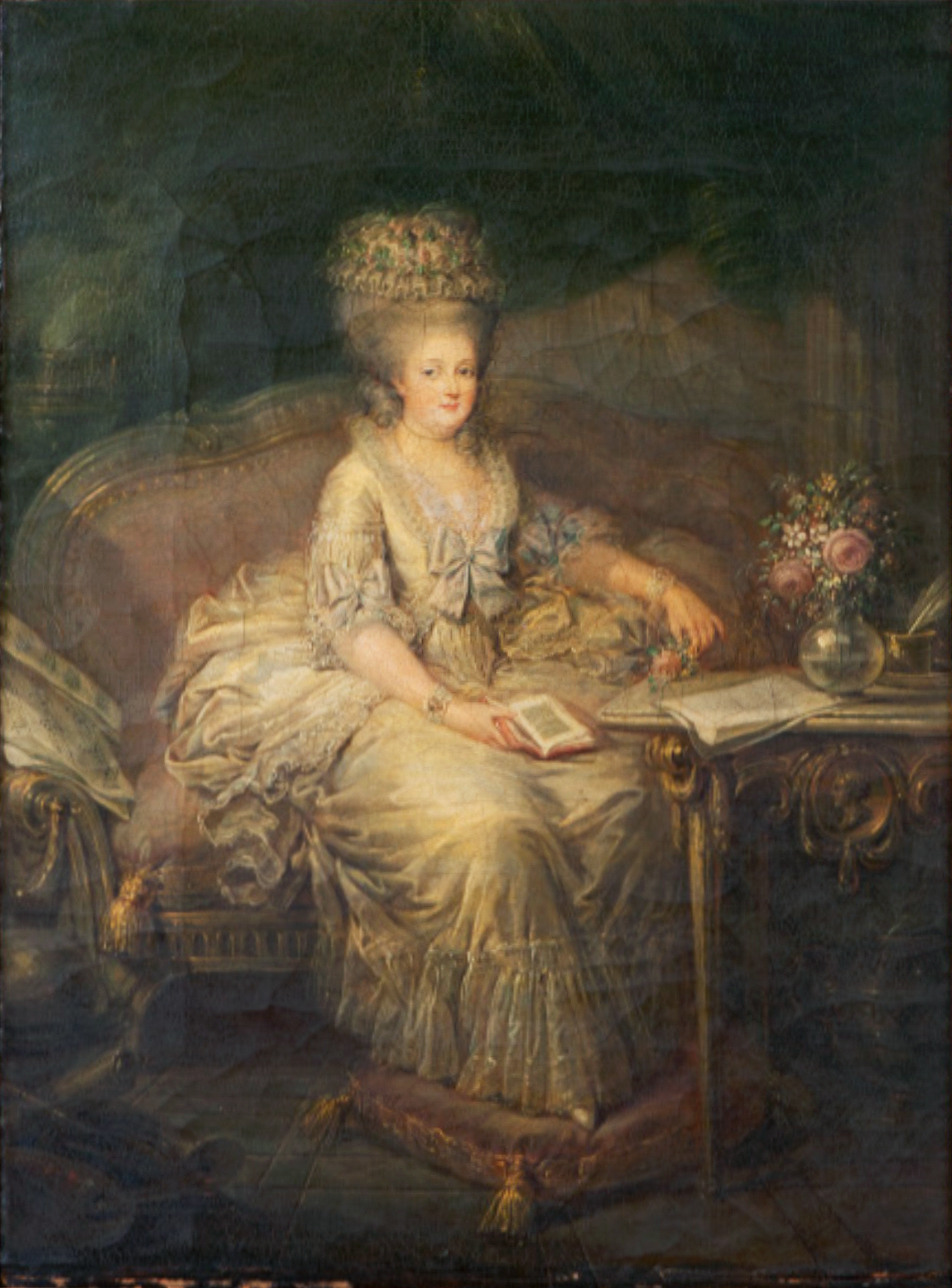
Maria Clotilde di Francia, come principessa di Piemonte, subito dopo il suo matrimonio con Carlo Emanuele

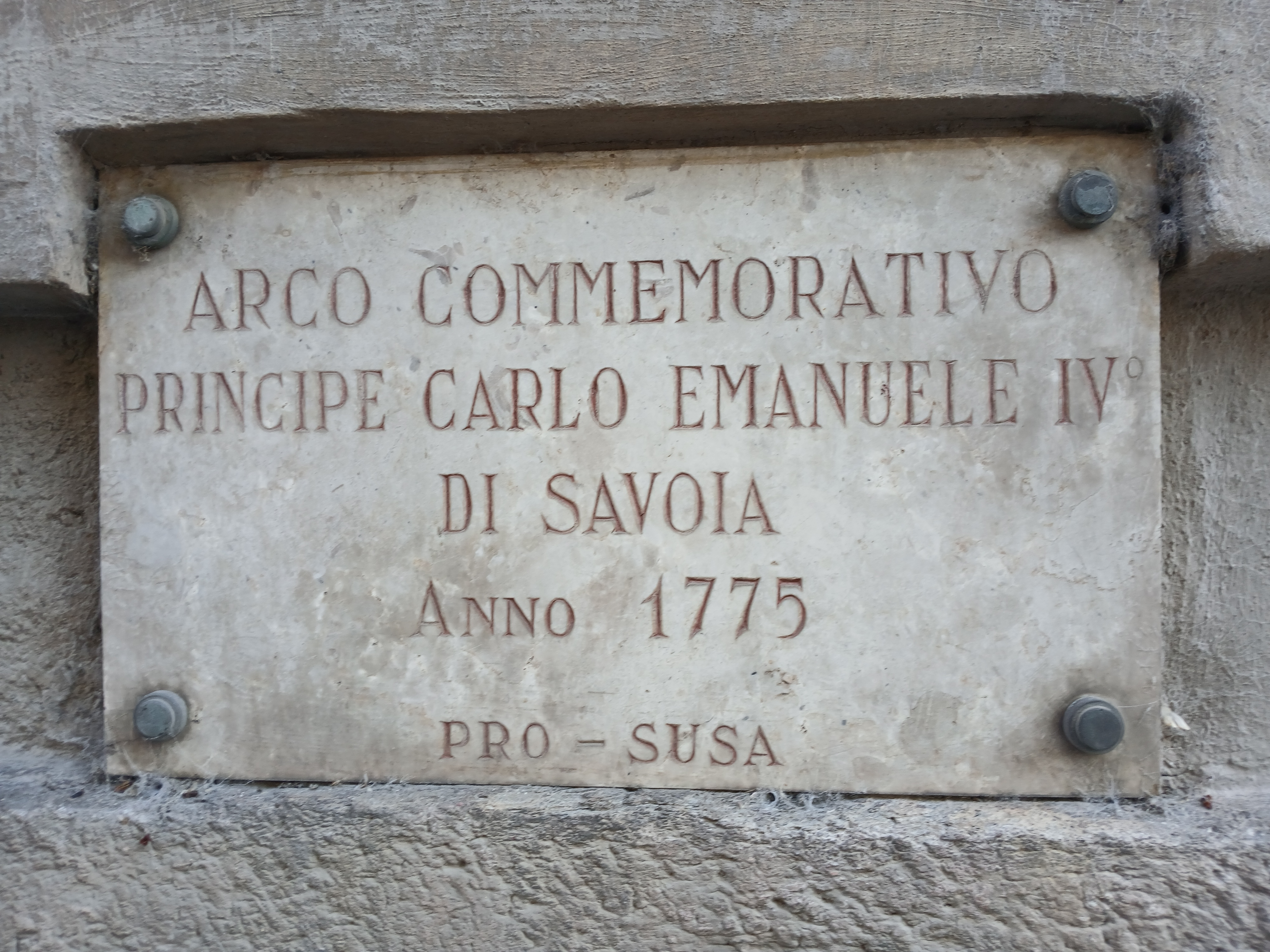
Arco commemorativo dell'arrivo a Susa nel 1775 del principe

Nel 1773 il padre salì al trono di Sardegna, e da quel momento iniziò a organizzare il matrimonio di Carlo Emanuele su basi politiche. Due delle sue sorelle erano sposate ai fratelli più giovani del re di Francia Luigi XVI: Maria Giuseppina al conte di Provenza, più tardi re Luigi XVIII, e Maria Teresa al conte d'Artois, più tardi re Carlo X. Dopo due anni di negoziati, il 21 agosto 1775, Carlo Emanuele fu sposato per procura con la sorella di Luigi XVI, Maria Clotilde. Il matrimonio vero e proprio fu celebrato il 6 settembre 1775 a Chambéry. Nonostante il matrimonio fosse di interesse, la coppia era molto ben affiatata: condividevano entrambi infatti una fede cattolica molto rigorosa e morigerata.

### Effetti della Rivoluzione francese
Malaticcio, epilettico, psicologicamente fragile, Carlo Emanuele fu profondamente provato dagli effetti della rivoluzione francese: nel 1793 fu condannato a morte il cognato Luigi XVI, nel 1793 subì la stessa sorte la cognata Maria Antonietta, l'anno seguente toccò all'altra cognata, Madame Elisabeth, e le truppe della repubblica francese fecero irruzione nei domini del padre.
Devotissimo, come Amedeo IX, Carlo Emanuele trovò sollievo nella sua fede: nel 1794 divenne membro del terz'ordine di San Domenico, prendendo il nome di Carlo Emanuele di San Giacinto.

### Re di Sardegna

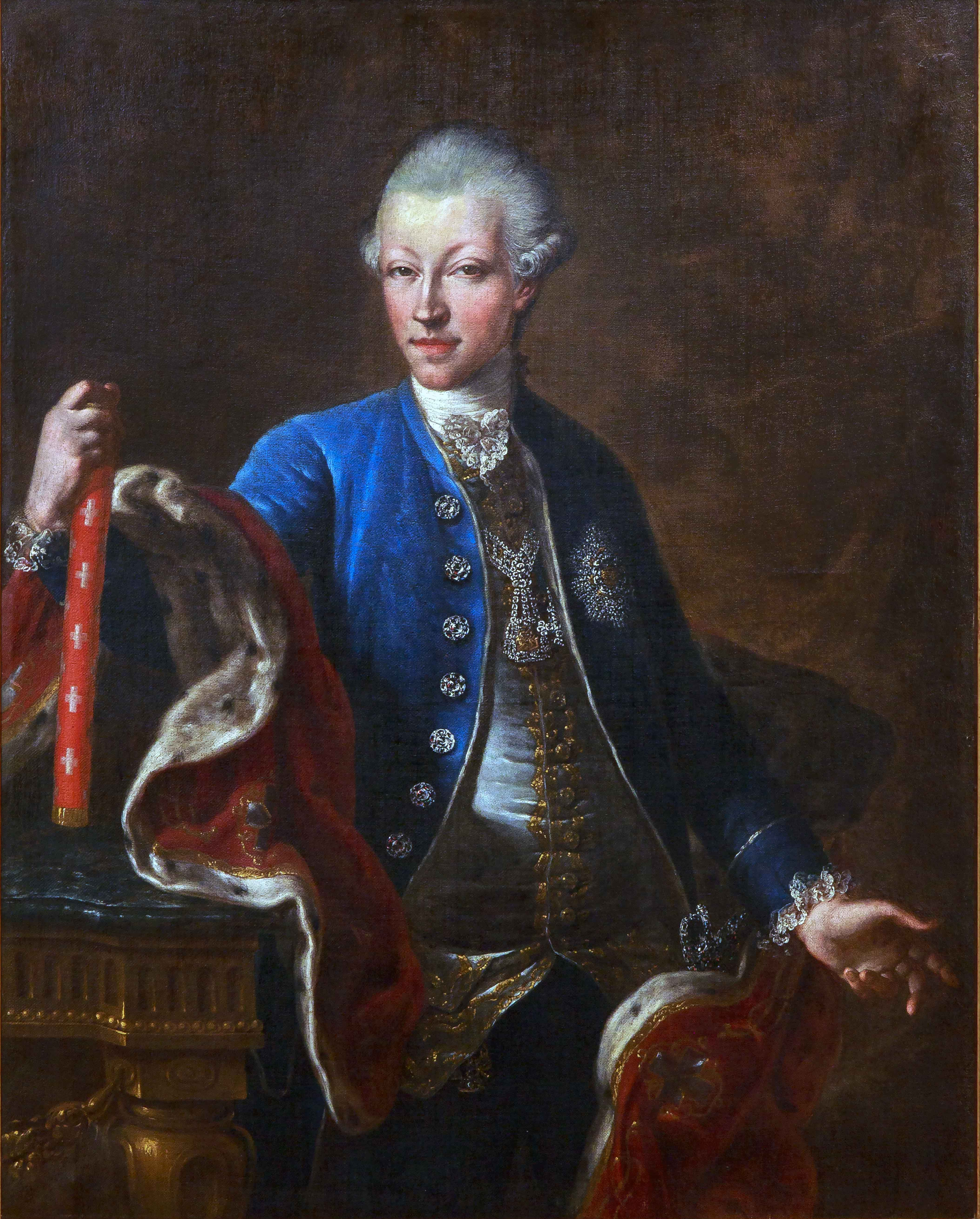
Ritratto di Re Carlo Emanuele IV di Savoia

Alla morte del padre Vittorio Amedeo III, il 16 ottobre 1796, Carlo Emanuele gli succedette al trono come re Carlo Emanuele IV di Sardegna. Era un momento estremamente difficile, tanto da definire il suo trono come "una corona di spine". Con l'armistizio di Cherasco suo padre aveva dovuto cedere alla Repubblica Francese la Savoia e Nizza e consentire l'occupazione militare di parte del Piemonte. Carlo Emanuele, con le truppe francesi di fatto padrone del territorio, si decise il 4 aprile 1797 a firmare un accordo preliminare con la Francia con cui era pronto a rinunciare alla Sardegna per ottenere un compenso equivalente in Italia. Le casse dello stato erano vuote, l'esercito era indebolito e disorganizzato e tra le persone comuni covava la rivoluzione: tra il 1796 e il 1798 due congiure contro di lui furono sventate e i responsabili furono condannati a morte. Carlo Emanuele subì una serie di umiliazioni dalla Francia napoleonica, finché il 6 dicembre 1798 fu costretto a cedere i territori rimanenti della penisola italiana e mantenne la sovranità unicamente sulla Sardegna.
Dopo la perdita del Piemonte, divenuto regione militare francese, Carlo Emanuele e la moglie lasciarono Torino per Parma e successivamente Firenze. Nel febbraio del 1799 ragioni di sicurezza imposero a Carlo Emanuele di ritirarsi in Sardegna. Il mese successivo i francesi occuparono Firenze e cacciarono il granduca di Toscana dai suoi domini.
In Sardegna Carlo Emanuele avanzò una protesta formale contro la privazione dei suoi Stati di terraferma, annunciò numerose riforme per l'isola e chiuse i suoi porti alla flotta inglese . Nel frattempo l'esercito russo liberò Torino dai francesi. All'invito dello zar Paolo I, che tramite il generale Aleksandr Vasil'evič Suvorov aveva inviato in Sardegna il conte Alessandro de Rege di Gifflenga per ridonare la corona al re esule, Carlo Emanuele decise di lasciare l'isola, dopo un soggiorno di sei mesi, per tornare in patria. Quando sbarcò a Livorno con la moglie il 22 settembre 1799 scoprì però che i russi avevano lasciato il Piemonte nelle mani degli austriaci, che non erano disposti a sostenere il suo ritorno. Decise quindi di stabilirsi nella Villa di Poggio Imperiale, vicino a Firenze, dove incontrò uno dei suoi sudditi piemontesi, Vittorio Alfieri.
Le prospettive di Carlo Emanuele peggiorarono ancora con l'elevazione di Napoleone alla carica di primo console della repubblica francese. Tra il 1800 e il 1802 Carlo Emanuele e la moglie vissero tra Roma, Frascati, Napoli e Caserta.

### Ultimi anni e morte
Alla fine di febbraio del 1802 Maria Clotilde si ammalò di febbre tifoidea e morì in odore di santità il 7 marzo 1802. Carlo Emanuele era distrutto dal dolore e tornato a Roma, il 4 giugno 1802, a Palazzo Colonna, abdicò a favore di suo fratello Vittorio Emanuele I.
Durante tutta la sua vita Carlo Emanuele si interessò molto alla restaurazione della Compagnia di Gesù, che era stata soppressa nel 1773. Ebbe grandi attenzioni e rapporti con i gesuiti di Sassari, specie con quelli che gestivano il Convitto Canopoleno. Nel 1814 l'ordine fu ripristinato e dopo sei mesi, l'11 febbraio del 1815, all'età di sessantaquattro anni, Carlo Emanuele intraprese il noviziato da gesuita a Roma.

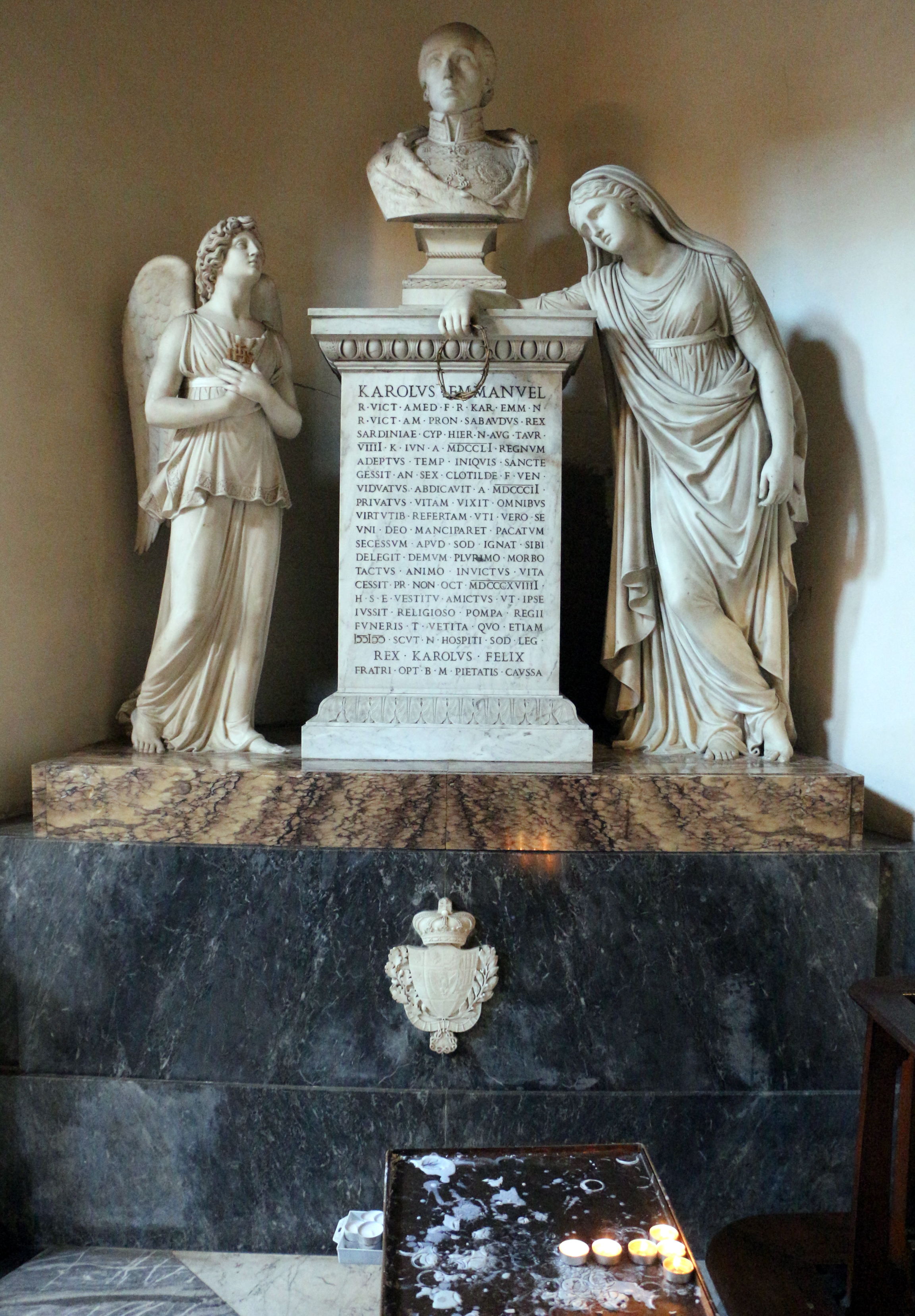
La tomba di Re Carlo Emanuele nella chiesa di Sant'Andrea al Quirinale

Visse nel noviziato gesuita a fianco della chiesa di Sant'Andrea al Quirinale, fino alla morte, il 6 ottobre del 1819, pochi mesi dopo la visita del nipote Carlo Alberto di Savoia.
Fu sepolto presso l'altare maggiore della chiesa di Sant'Andrea al Quirinale.
Francesco Chiaffredo Marini fu sottosegretario nella Segreteria di Stato per gli Affari Esteri, Segretario Particolare e Segretario Archivista fino al giorno della morte di Carlo Emanuele IV.

## Successione giacobita
Il Re di Sardegna fu indicato dal cardinale Enrico Benedetto Stuart quale suo successore, in quanto parente più prossimo, nei diritti sui troni d'Inghilterra e Scozia. Carlo Emanuele IV di Sardegna divenne dunque "Carlo IV d'Inghilterra e Scozia" secondo la successione giacobita. Nessuno dei due sovrani sabaudi che ne furono gli eredi rivendicò mai la titolarità dei troni d'oltremanica. Non avendo discendenti suo erede fu Vittorio Emanuele I a cui aveva già ceduto con la propria abdicazione i domini di Casa Savoia (il Regno di Sardegna e i diritti sui territori occupati dai francesi, cioè Savoia, Piemonte ed annessi); alla morte di questi nel 1821 i diritti degli Stuart passarono (poiché aveva lasciato delle figlie che potevano ereditare i diritti di successione sui troni britannici ma, in quanto femmine, non quelli sabaudi) alla di lui figlia Maria Beatrice di Savoia (1792-1840), moglie del Duca sovrano di Modena Francesco IV d'Austria-Este.

## Ascendenza
|                                       |                        |                                              | Genitori                                            |  |  | Nonni |  |  | Bisnonni           |  |  | Trisnonni         |  |
|                                       |                        |                                              |                                                     |  |  |       |  |  | Vittorio Amedeo II |  |  | Carlo Emanuele II |  |
|                                       |                        |                                              |                                                     |  |  |       |  |  | Vittorio Amedeo II |  |  | Carlo Emanuele II |  |
|                                       |                        | Maria Giovanna Battista di Savoia-Nemours    |                                                     |  |  |       |  |  | Vittorio Amedeo II |  |  |                   |  |
| Carlo Emanuele III                    |                        |                                              |                                                     |  |  |       |  |  | Vittorio Amedeo II |  |  |                   |  |
|                                       |                        | Anna Maria d'Orléans                         | Filippo I di Borbone-Orléans                        |  |  |       |  |  |                    |  |  |                   |  |
|                                       |                        | Anna Maria d'Orléans                         | Filippo I di Borbone-Orléans                        |  |  |       |  |  |                    |  |  |                   |  |
|                                       |                        | Anna Maria d'Orléans                         | Enrichetta d'Inghilterra                            |  |  |       |  |  |                    |  |  |                   |  |
| Vittorio Amedeo III                   |                        | Anna Maria d'Orléans                         |                                                     |  |  |       |  |  |                    |  |  |                   |  |
|                                       |                        | Ernesto Leopoldo d'Assia-Rheinfels-Rotenburg | Guglielmo d'Assia-Rotenburg                         |  |  |       |  |  |                    |  |  |                   |  |
|                                       |                        | Ernesto Leopoldo d'Assia-Rheinfels-Rotenburg | Guglielmo d'Assia-Rotenburg                         |  |  |       |  |  |                    |  |  |                   |  |
|                                       |                        | Ernesto Leopoldo d'Assia-Rheinfels-Rotenburg | Eleonora Maria di Löwenstein-Wertheim-Rochefort     |  |  |       |  |  |                    |  |  |                   |  |
| Polissena d'Assia-Rheinfels-Rotenburg |                        | Ernesto Leopoldo d'Assia-Rheinfels-Rotenburg |                                                     |  |  |       |  |  |                    |  |  |                   |  |
|                                       |                        | Eleonora di Löwenstein-Wertheim-Rochefort    | Massimiliano Carlo di Löwenstein-Wertheim-Rochefort |  |  |       |  |  |                    |  |  |                   |  |
|                                       |                        | Eleonora di Löwenstein-Wertheim-Rochefort    | Massimiliano Carlo di Löwenstein-Wertheim-Rochefort |  |  |       |  |  |                    |  |  |                   |  |
|                                       |                        | Eleonora di Löwenstein-Wertheim-Rochefort    | Polissena von Lichtenberg und Belasi                |  |  |       |  |  |                    |  |  |                   |  |
| Carlo Emanuele IV                     |                        | Eleonora di Löwenstein-Wertheim-Rochefort    |                                                     |  |  |       |  |  |                    |  |  |                   |  |
|                                       | Luigi, il Gran Delfino | Luigi XIV di Francia                         |                                                     |  |  |       |  |  |                    |  |  |                   |  |
|                                       | Luigi, il Gran Delfino | Luigi XIV di Francia                         |                                                     |  |  |       |  |  |                    |  |  |                   |  |
|                                       | Luigi, il Gran Delfino | Maria Teresa d'Asburgo                       |                                                     |  |  |       |  |  |                    |  |  |                   |  |
| Filippo V di Spagna                   | Luigi, il Gran Delfino |                                              |                                                     |  |  |       |  |  |                    |  |  |                   |  |
|                                       |                        | Maria Anna Vittoria di Baviera               | Ferdinando Maria di Baviera                         |  |  |       |  |  |                    |  |  |                   |  |
|                                       |                        | Maria Anna Vittoria di Baviera               | Ferdinando Maria di Baviera                         |  |  |       |  |  |                    |  |  |                   |  |
|                                       |                        | Maria Anna Vittoria di Baviera               | Enrichetta Adelaide di Savoia                       |  |  |       |  |  |                    |  |  |                   |  |
| Maria Antonia di Borbone-Spagna       |                        | Maria Anna Vittoria di Baviera               |                                                     |  |  |       |  |  |                    |  |  |                   |  |
|                                       |                        | Odoardo II Farnese                           | Ranuccio II Farnese                                 |  |  |       |  |  |                    |  |  |                   |  |
|                                       |                        | Odoardo II Farnese                           | Ranuccio II Farnese                                 |  |  |       |  |  |                    |  |  |                   |  |
|                                       |                        | Odoardo II Farnese                           | Isabella d'Este                                     |  |  |       |  |  |                    |  |  |                   |  |
| Elisabetta Farnese                    |                        | Odoardo II Farnese                           |                                                     |  |  |       |  |  |                    |  |  |                   |  |
|                                       |                        | Dorotea Sofia di Neuburg                     | Filippo Guglielmo del Palatinato                    |  |  |       |  |  |                    |  |  |                   |  |
|                                       |                        | Dorotea Sofia di Neuburg                     | Filippo Guglielmo del Palatinato                    |  |  |       |  |  |                    |  |  |                   |  |
|                                       |                        | Dorotea Sofia di Neuburg                     | Elisabetta Amalia d'Assia-Darmstadt                 |  |  |       |  |  |                    |  |  |                   |  |
|                                       |                        | Dorotea Sofia di Neuburg                     |                                                     |  |  |       |  |  |                    |  |  |                   |  |